# Fläckig mantella
Fläckig mantella (Mantella cowanii) är en groda som tillhör familjen Mantellidae och finns på Madagaskar. 

## Beskrivning
Arten är svart på rygg, sidor och huvud, medan överarmens bakre och lårens främre sidor är röda (eller mera sällan brandgula till gula) tillsammans med områdena kring arm- och benfästen samt fläckar på sidorna, underbenen och fötterna. Undersidan är mörk med blåa markeringar. Längden är mellan 2,2 och 3 cm.

## Utbredning
Arten finns i de östra delarna av centrala Madagaskars högplatåer.

## Ekologi
Grodan lever i vegetationen nära vattendrag på Madagaskars högplatåer (1 000 till 2 000 m). Under torrtiden och i samband med gräsbränder tar den skydd i underjordiska håligheter. Arten är främst aktiv under de svalare morgontimmarna. Litet är känt om dess vanor i övrigt, men beträffande fortplantningen antas den ha samma beteende som övriga mantellor: Den lägger sina ägg (omkring 40) på land i fuktig mossa eller löv nära vattendrag, där de nykläckta grodynglen hamnar. Hanens läte består av en serie korta, klickande ljud.

## Status
Den fläckiga mantellan är klassificerad som starkt hotad ("NT") av IUCN. Främsta hotet var länge insamling för sällskapsdjurshandeln, men det specifika hotet har påtagligt minskat sedan åtminstone 2014, efter det att åtgärder mot den illegala insamlingen sattes in 2003. Detta har lett till att hotnivån sänktes 2014 (från akut hotad, "CR"). Emellertid tros skogsavverkning, jordbruk, bränder, utdikning och byggnation också spela en roll som hot mot arten.